# ورمانت (ویسکانسین)
ورمانت، ویسکانسین (به انگلیسی: Vermont, Wisconsin) یک سکونتگاه مسکونی در ایالات متحده آمریکا است که در شهرستان دان، ویسکانسین واقع شده‌است.

## خصوصیات
ورمانت ۹۲٫۶ کیلومترمربع مساحت و ۸۳۹ نفر جمعیت دارد و ۲۸۸ متر بالاتر از سطح دریا واقع شده‌است.